# Robert Baker (baloncestista)
Robert Baker II (Woodstock, Georgia; 28 de junio de 1998) es un baloncestista estadounidense que pertenece a la plantilla del ALBA Berlin de la Basketball Bundesliga alemana. Con 2,11 metros de estatura, juega en la posición de ala-pívot. 

## Trayectoria deportiva

### Universidad
Jugó cuatro temporadas con los Crimson de la Universidad de Harvard, en las que promedió 4,5 puntos y 3,6 rebotes por partido. En su último año jugó 29 partidos y fue titular en 26, con un promedio de 7,0 puntos, 5,3 rebotes y 22,3 minutos de juego, con un 47,2 por ciento de acierto en tiros de campo, un 35,6 por ciento en triples y un 81,8 por ciento en tiros libres, lo que le valió el premio John Harnice '84 Spirit Award del equipo.

### Profesional
Después de no ser seleccionado en el draft de la NBA de 2020, el 1 de febrero de 2021 firmó su primer contrato profesional con el Iskra Svit de la Liga Eslovaca de Baloncesto. En 14 partidos, promedió 14,1 puntos, 6,9 rebotes, 0,9 asistencias, 1,2 robos y 1,7 tapones en 29,7 minutos.
El 25 de octubre de 2021 firmó con los Stockton Kings de la NBA G League, donde jugó 26 partidos y promedió 4.0 puntos, 2.3 rebotes y 0.2 asistencias en 10.4 minutos.
Después de unirse a los Oklahoma City Thunder para disputar la Liga de Verano de la NBA de 2022, el 12 de septiembre fue traspasado a los Lakeland Magic. En 32 partidos, promedió 11,2 puntos, 6,7 rebotes, 1,6 asistencias, 1,2 robos y 2,0 tapones en 24,8 minutos.
El 16 de abril de 2023 firmó con los Cariduros de Fajardo de la liga puertorriqueña Baloncesto Superior Nacional, jugando en ocho partidos y promedió 8,3 puntos, 5, rebotes, 0,8 asistencias y 1.1 tapones en 15,7 minutos.
Tras unirse a los Orlando Magic para la Liga de Verano de la NBA, el 25 de julio de 2023 firmó con los Akita Northern Happinets de la B.League, donde jugó 14 partidos y promedió 8,9 puntos, 6,5 rebotes, 0,8 asistencias y 1,2 robos en 24,9 minutos. El 1 de diciembre abandonó el equipo japonés.
El 9 de enero de 2024 fichó por los College Park Skyhawks, jugando 29 partidos mientras promediaba 14,7 puntos, 6,3 rebotes y 2,2 asistencias en 28,2 minutos.
Después de disputar la Liga de Verano de la NBA con los Atlanta Hawks, el 12 de octubre de 2024 firmó con los Orlando Magic, pero fue despedido cuatro días después. El 27 de octubre, se unió a los Osceola Magic.
El 26 de febrero de 2025 firmó con el club alemán Alba Berlín de la Basketball Bundesliga por el resto de la temporada.